# Вагінальний секс

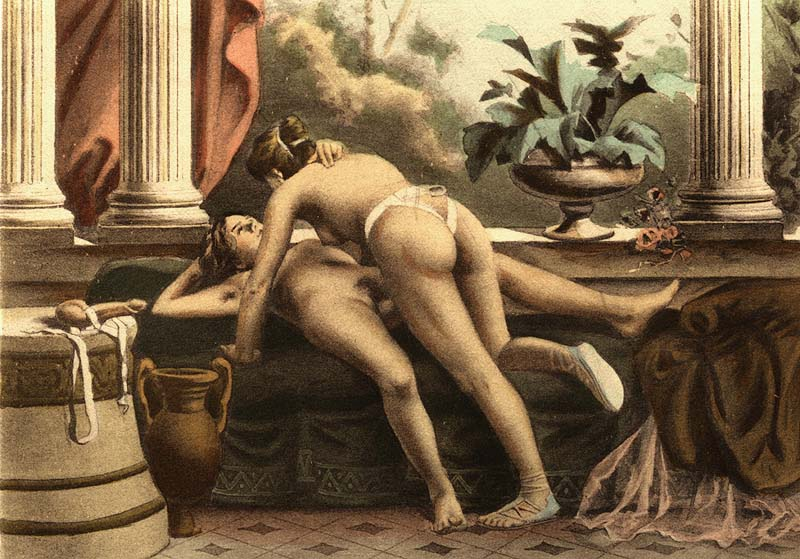
Вагінальний секс двох жінок з використанням фалоімітатора (страпона). Едуард-Анрі Авріль

Вагіна́льний (проникаючий) секс (англ. vaginal intercourse, vaginal sex, sexual intercourse; copulation), коїтус (лат. coitus) — сексуальна практика введення у вагіну пеніса з метою задоволення чи розмноження. При потраплянні сперми або навіть передеякуляту у вагіну можливе запліднення. Таким чином вагінальний секс за участі пеніса виконує репродуктивну функцію (див. Контрацепція). Інфекції, що передаються статевим шляхом, передаються незалежно від еякуляції, тривалості акту та статі людей, що беруть участь у сексі (див. Безпечний секс). Використання фалопротезу (у випадку проблем з потенцією або ампутації пеніса), фалоімітатора, вібратора, страпона чи інших секс-іграшок (як лесбійська сексуальна практики, мастурбації, кіберсексу) також розглядається як вагінальний секс.

## Безпека

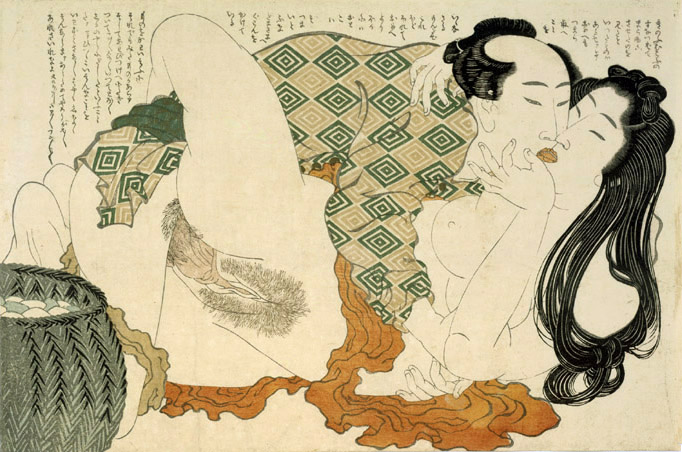
Вагінальний секс чоловіка й жінки. Кацусіка Хокусай

- При вагінальному сексі найімовірніша (порівняно з іншими формами контакту) передача ХПСШ, зокрема, ВІЛ, сифілісу, гонореї, гепатитів, хламідіозу, уреаплазмозу. Вагінальний секс будь-якої тривалості та формату має бути захищеним.
- Вагінальний секс — природній та найрозповсюдженіший спосіб запліднення для людського розмноження, оскільки (якщо гамети здорові) еякуляція у вагіну за наявності зрілої яйцеклітини у репродуктивному тракті партнерки та за відсутності контрацептивних заходів прямо спричинює вагітність. Вагінальному сексу без контрацептивів (основним з яких є презерватив) має передувати раціональне планування сім'ї.
- Вагінальний секс без згоди партнерки є найпоширенішою формою зґвалтування; вагінальне проникнення (а також терор проникнення у культурі зґвалтування) посідає чільне місце у насильстві проти жінок.
- З першим вагінальним проникненням (дефлорацією) пов'язані сакралізація та ритуалізація концепту цноти (див. Вагінальна корона) та тяглі міжкультурні традиції шлюбного сексуального насильства.

## Механіка та оргазм

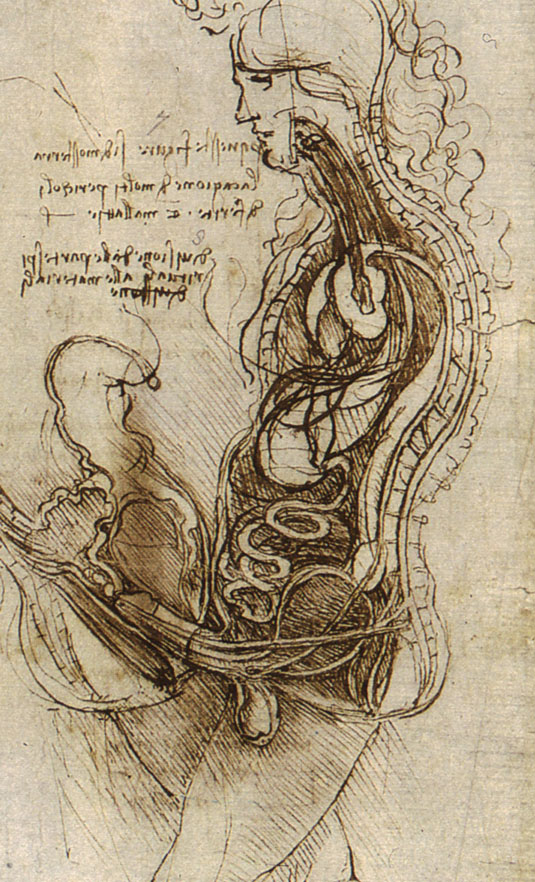
Анатомічна схема вагінального сексу в уявленні Леонардо да Вінчі

Вагінальний секс супроводжується фрикціями (зворотно-поступальним рухом пеніса, фалоімітатора чи вібратора у вагіні) завдяки тазовим рухам одного(-ієї) чи обох партнерів(-ок).
Стимуляція пеніса досягається за рахунок скорочення вагінальних м'язів; стимуляція вагіни — тиском пеніса чи його замінника на багаті нервовими закінчення тіло та ніжки клітора і частково його голівку.
Взаємна та одночасна стимуляція геніталій (при класичному гетеросексуальному проникненні) за однакового рівня збудження приводить партнерів до оргазму. Під час оргазму чоловік еякулює.

## Оргазм при вагінальному сексі
За статистикою, чоловіки зазвичай легше за жінок досягають оргазму при проникаючому сексі. Серед причин цього:
- Недостатнє сексуальне збудження жінки. Через культуру зґвалтування та поширену в ній фіксацію на чоловічому задоволенні, тривалі традиції ігнорування жіночої згоди на секс та табуювання жіночої сексуальності, а також те, що жіноче збудження менш помітне за чоловіче, сексуальній прелюдії (завдяки якій жінка має змогу увійти в вагінальний контакт згідно з фізіологічним циклом сексуальних реакцій людини), часто приділяється замало часу. Через це партнерка витрачає час безпосереднього контакту на досягнення оптимального збудження, якого партнер досяг до початку фрикцій, і, відповідно, знаходиться у фазі «плато», коли чоловік досягає фази оргазму. Ознаки достатнього збудження жінки (готовності до сексуальної взаємодії) гомологічні такому у чоловіка: ерекція та зволоження геніталій (ерегований клітор є анатомічним гомологом пеніса, а вагінальна секреція аналогічна виділенню смегми).
- Відсутнє або недостатнє збудження партнерки через випадки нонконкордантності (невідповідність реального збудження реакції геніталій: наприклад, ерекція клітора та виділення вагінальної лубрикації при відсутності сексуального збудження).
- Недостатня стимуляція клітора через анатомічні особливості жінки (завелику відстань між уретрою та голівкою клітора).
- Відсутність стимуляції прямої голівки клітора (70-80 % жінок досягають оргазму з залученням стимуляції клітора).
- Брак стимуляції ерогенних зон, бідність сексуальних практик та поз (обмеження сексуальної взаємодії лише генітальним контактом).
- Вплив суспільних обмежень щодо жіночої сексуальності (таких як табуювання жіночої сексуальності, завищені вимоги до жіночого тіла (фетшеймінг, культ молодості), порностандарти, менструальні табу), внаслідок яких тривожність жінки щодо «належного» вигляду та поведінки блокує спонтанність її сексуального імпульсу.
- Брак комунікації про заходи безпеки, контрацепцію (а тим паче відсутність контрацептивів), плановані сексуальні практики, та спричинене ними психологічне напруження (страхи вагітності, сексуального насильства, ситуації нерівності та домагань, відсутність змоги дати повноцінну згоду).

Якісному і своєчасному жіночому оргазму сприяє повноцінна прелюдія, урізноманітнення форм сексуальної активності (наприклад, кунілінгус і мастурбація, пряма стимуляція голівки клітора) та чітка комунікація сексуальної активності (отримання недвозначної згоди на секс, обговорення бажаних та небажаних сексуальних практик укріплює атмосферу безпеки — базис розвитку та реалізації сексуального збудження)[джерело?].

## Психологічні аспекти
Бажання отримати задоволення є природною мотивацією для статевого акту в цілому. Людська інтимність сприяє отриманню задоволення. Для людей, які віддають перевагу сексу без зобов*язаннь, емоційна близькість відіграє меншу роль. У дослідженнях консенсуальний вагінальний статевий акт пов'язувався з ознаками кращих фізіологічних та психологічних функцій. У жінок регулярні оргазми під час вагінального сексу позитивно корелюють зі пристрастю, коханням та якістю стосунків.
У експериментальних дослідженнях чоловіків та жінок, у яких вивчалися рівні гормонів, було виявлено, що у осіб, які займалися вагінальним статевим актом, та осіб, які займалися самозадоволенням до оргазму, підвищення рівня пролактину було в 400 % вище після вагінального статевого акту, ніж після мастурбації. Це інтерпретується як означення того, що вагінальний статевий акт є фізіологічно більш задовільним. У задовільних стосунках було доведено позитивний вплив на здоров'я та благополуччя. Одне дослідження (2012 року) показало ефект зниження стресу для обох партнерів у задовільних стосунках, але не в незадовільних. Як передумова природного продовження роду, для жінок пенільно-вагінальний статевий акт пов'язаний з різними атрибутами, як-от психологічні та сакраментальні аспекти, що виходять за межі репродуктивної функції. Інколи секс також рухається мотивами принизити, покарати або подолати самотність та нудьгу.
У 2006 році ВООЗ повідомила про світову поширеність від 8 % до 21,1 % болісного вагінального сексу для жінок.
У дослідженні в США близько 30 % жінок і 7 % чоловіків повідомили про біль, причому для більшості він був лише легким і короткочасним. Це дослідження виявило, що значний відсоток американців не говорить про біль зі своїм партнером.
У шведському дослідженні молодих жінок віком від 18 до 22 років до 47 % повідомили про біль, але вони сказали, що не хочуть переривати статевий акт. Деякі вдавали, що насолоджуються, замість того, щоб надати чоловікові зворотний зв'язок. Найпоширенішою причиною було те, що вони ставили задоволення чоловіка вище за своє власне та схилялися до підлеглості під час сексу.
Дані онлайн-опитування в Сполучених Штатах свідчать, що частка чоловіків займається сексуальними практиками, які описуються як домінуючі та цілеспрямовані, у яких вони імітують поведінку, побачену в порно.

## Ризики травмування

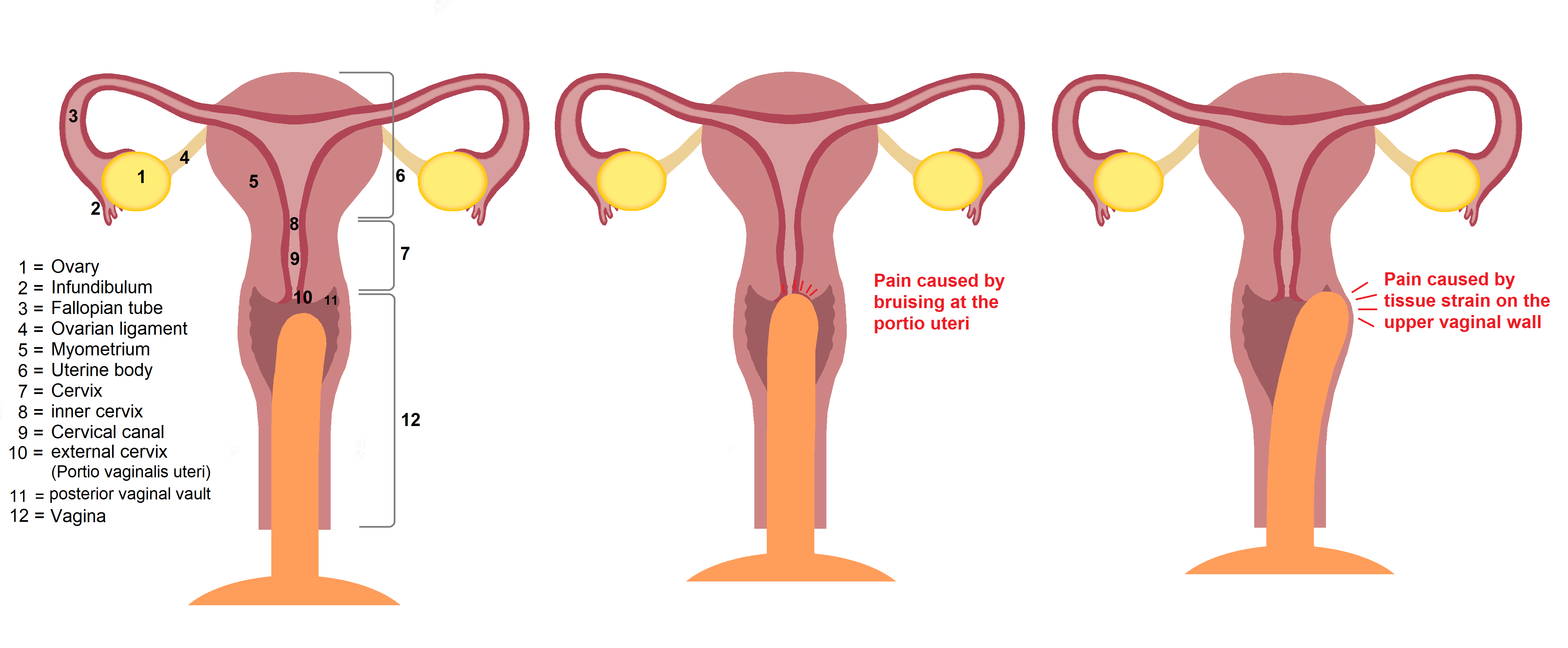
Піхва стає ширшою та довшою, коли жінка сексуально збуджена. За відсутності збудження навіть статевий член середнього розміру може вдарятися об шийку матки або у склепіння піхви, викликаючи біль

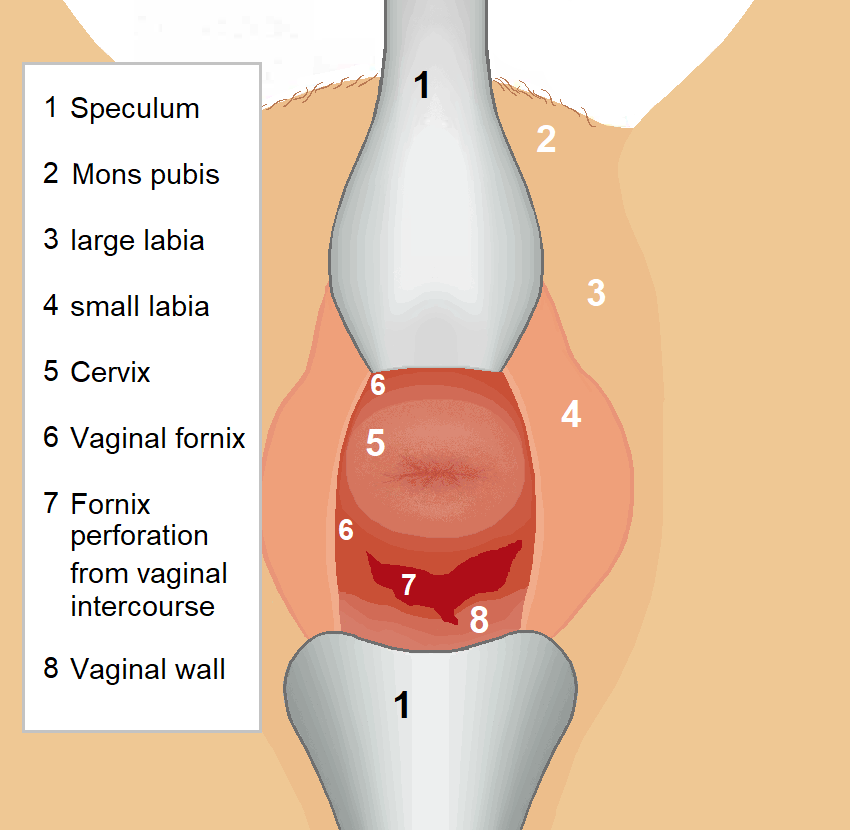
Травма склепіння піхви через надто грубе та глибоке пенетраційне проникнення

У жінки з неушкодженою вологою вагінальною слизовою, тертя статевим членом є безболісним. У разі недостатньої вагінальної змазки або надмірної тривалості коїтусу слизові оболонки можуть стати болючими через механічне подразнення. Якщо пісок потрапляє у піхву на пляжі або в брудному приміщенні, на піхві та головці статевого члена можуть утворитися невеликі подряпини. Вагінальний душ має фізіологічні недоліки. Пісок виводиться природним самоочищенням слизової оболонки.
Довжина розтягнутої піхви варіюється від особи до особи. Середнє значення становить 13 см (± 3 см), що відповідає середній довжині людського статевого члена. У стані спокою піхва значно коротша. У дослідженні 1993 року середнє значення було визначене як 9,2 см, а в дослідженні 2006 року — лише 6,27 см з варіацією довжин від 4,1 до 9,5 см.
Якщо жінка не достатньо збуджена при глибокому проникненні, статевий член стикається з шийкою матки, викликаючи біль. Якщо здатність до розтягування піхви перевищується надто великим статевим членом, виникають біль та запалення. Така сама проблема може виникнути при відносно короткій піхві. Засіб у обох ситуаціях — приділяти увагу часу для кліторальної стимуляції під час прелюдії та уникати надто глибокого проникнення. Порівняльне дослідження між жінками, які мали вагінальний секс за згодою, і жертвами зґвалтування виявило, що при сексі за згодою 6,9 відсотка жінок мали генітальні ушкодження. Серед жінок, які зазнали зґвалтування, 22,8 відсотка зазнали генітальних ушкоджень.

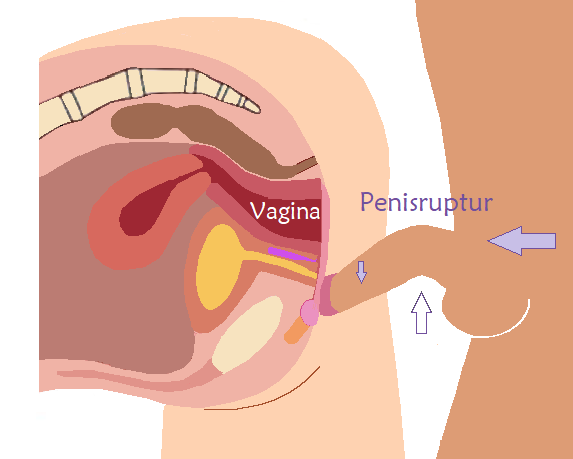

У чоловіків існує ризик пеніального розриву, якщо статевий член сильно згинається під час ерекції. Це є медичною надзвичайною ситуацією. Згідно з дослідженнями (2017 і 2022), нещасні випадки, під час яких чоловік зазнає пеніального розриву, відбуваються переважно в положенні «по собачому», але необережний рух жінки зверху також може завдати чоловікові такої серйозної травми. Одна з причин є вислизання статевого члена з піхви і, під час наступного руху фрикцій, різке потрапляння в ділянку вульви, під якою розташовані лобкова кістка та лобковий симфіз, що спричиняє раптове згинання статевого члена донизу. У місіонерській позиції такі випадки трапляються рідко. Невідповідні кути та зміни положення одного або обох партнерів також можуть призвести до тяжкого пошкодження печеристих тіл статевого члена і, як наслідок, до його розриву.